# Abdoulaye Seye
Abdoulaye Seye (Saint-Louis, 30 luglio 1934 – Thiès, 13 ottobre 2011) è stato un velocista senegalese naturalizzato francese.

## Palmarès
- Giochi olimpici

Roma 1960: bronzo nei 200 metri piani.
- Giochi del Mediterraneo

Beirut 1959: oro nei 100 metri piani.